# Gare de Yonago
La gare de Yonago (米子駅, Yonago-eki) est une gare ferroviaire de la ville de Yonago, dans la préfecture de Tottori au Japon. Elle est exploitée par la compagnie JR West.

## Situation ferroviaire
La gare de Yonago est située au point kilométrique (PK) 323,0 de la ligne principale San'in. Elle marque le début de la ligne Sakai.

## Histoire
La gare a été inaugurée le 1er novembre 1902.

## Service des voyageurs

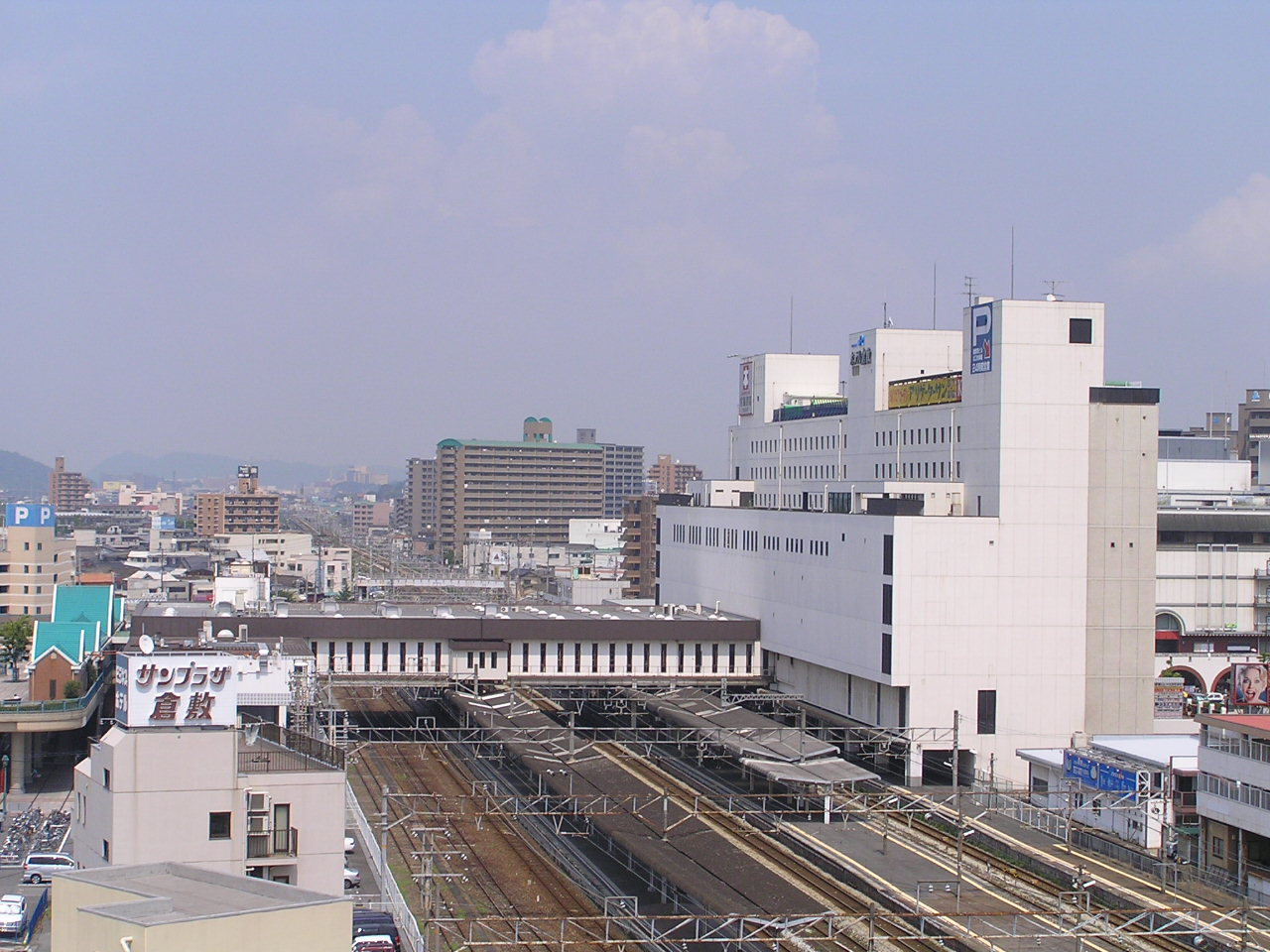
Vue des voies.

### Accueil
La gare dispose d'un bâtiment voyageurs ouvert tous les jours, avec des guichets et des automates pour l'achat de titres de transport.

### Desserte
- Ligne Sakai :
  - voies 0 et 2 à 5 : direction Sakaiminato
- Ligne principale San'in :
  - voies 1 à 5 : direction Hōki-Daisen (interconnexion avec la ligne Hakubi pour Niimi, Kurashiki et Okayama) et Tottori
  - voies 2 à 5 : direction Matsue et Izumoshi